# Pierre Zekeli
Pierre Zekeli, född 6 februari 1931 i Rumänien, död 20 augusti 1988 i Stockholm, var en svensk författare och översättare från rumänska, spanska, franska och italienska. Han kom till Sverige under andra världskriget och tog studentexamen i Stockholm.
Han var gift med Marianne Sandels.

## Böcker
- 1976 – Été obligatoire (Paris: Éd. Saint-Germain-des-Prés)

## Översättningar
- 1972 – Vintila Ivanceanu och Petru Popescu: Två rumäner (översatt tillsammans med Florence Dahl) (Bonniers)
- 1974 – César Vallejo: Mänskliga dikter (översatt tillsammans med Marianne Sandels) (FIB:s lyrikklubb)
- 1975 – Nichita Stanescu: Kampen mellan inälvor och verklighet (11 elegii) (Coeckelberghs)
- 1975 – Marin Sorescu: Framkallning (översatt tillsammans med Marianne Sandels) (FIB:s lyrikklubb)
- 1975 – Paul Eluard: Smärtans huvudstad (Coeckelberghs)
- 1977 – Nichita Stanescu: Ptolemaios död och uppståndelse (Laus Ptolemaei) (Coeckelberghs)
- 1977 – Gabriela Melinescu: Den befruktande guden (Coeckelberghs)
- 1978 – Fred: Filemon och den skeppsbrutne på "A" (Philémon et le naufragé du "A") (Coeckelberghs)
- 1979 – Snabbare än tanken rör sig bilden: modern mexikansk poesi (FIB:s lyrikklubb)
- 1979 – Schwedische Lyrik der Gegenwart (herausgeben und übertragen von Pierre Zekeli) (Tübingen: Erdmann)
- 1981 – Octavio Paz: "[Tio dikter]". I tidskriften Kris, nr 22, s. 4–11
- 1986 – Homero Aridjis: Dagbok utan datum (Norstedts)
- 1988 – Lars Forssell: Bodas con Dios = Äktenskap med Gud (antología y traducciones de Homero Aridjis y Pierre Zekeli) (México, D.F.: El Tucán de Virginia) [tvåspråkig utgåva]
- 1989 – Östen Sjöstrand: La música oculta = Den gömda musiken (antología y traducción de Homero Aridjis y Pierre Zekeli) (México, D.F.: El Tucan de Virginia)
- 1989 – Werner Aspenström: Poesía = Poesi (antología y traducciones de Homero Aridjis y Pierre Zekeli) (México, D.F.: El Tucan de Virginia)
- 2001 – Giuseppe Ungaretti: Jag är en varelse (Ur L'allegria och Sentimento del tempo) (översatt tillsammans med Marianne Sandels) (Themis i samarbete med Stift. C.M. Lerici Italienska kulturinstitutet)

## Priser och utmärkelser
- 1980 – Samfundet De Nios översättarpris 1980